# Église Saint-Martin d'Ansouis
Pour les articles homonymes, voir Église Saint-Martin et Saint-Martin.
L’église Saint-Martin d'Ansouis est un bâtiment religieux situé à Ansouis dans le département français de Vaucluse. L'église, fortifiée, est englobée dans l’enceinte urbaine et le château qui la jouxte, et fut un temps cour de justice du château. Dressée sur le versant Sud du piton, elle surplombe le village et cette position lui assurait un rôle défensif. Les murs conservent leurs archères.

## Description
Édifice imposant en belles pierres, datant approximativement du XIIIe siècle. Le toit est couvert de lauzes et elle arbore un clocher-mur à 4 baies. Les deux cloches les plus anciennes portent les noms de sainte Delphine et saint Elzéar en référence aux chastes époux de Sabran, seigneurs des lieux. Deux autres cloches furent ajoutées en 1997, baptisées Saint Martin et Sainte Roselyne, prénom de l’épouse du duc de Fouques, autre propriétaire du château jusque dans les années 1980. On accède à l’église par un bel escalier en demi-cercle. De chaque côté du chœur se trouve une chapelle, l’une dédiée à la Vierge, l’autre au couple de Sabran. Les fonts baptismaux portent la date de 1672. Le bénitier est une belle cuve gravée, taillée dans la pierre. On peut voir des signes gravés et même un anneau de fer scellé sur les dalles du sol. Cette église est classée aux monuments historiques depuis  1988.

## Galerie: intérieur de l'église

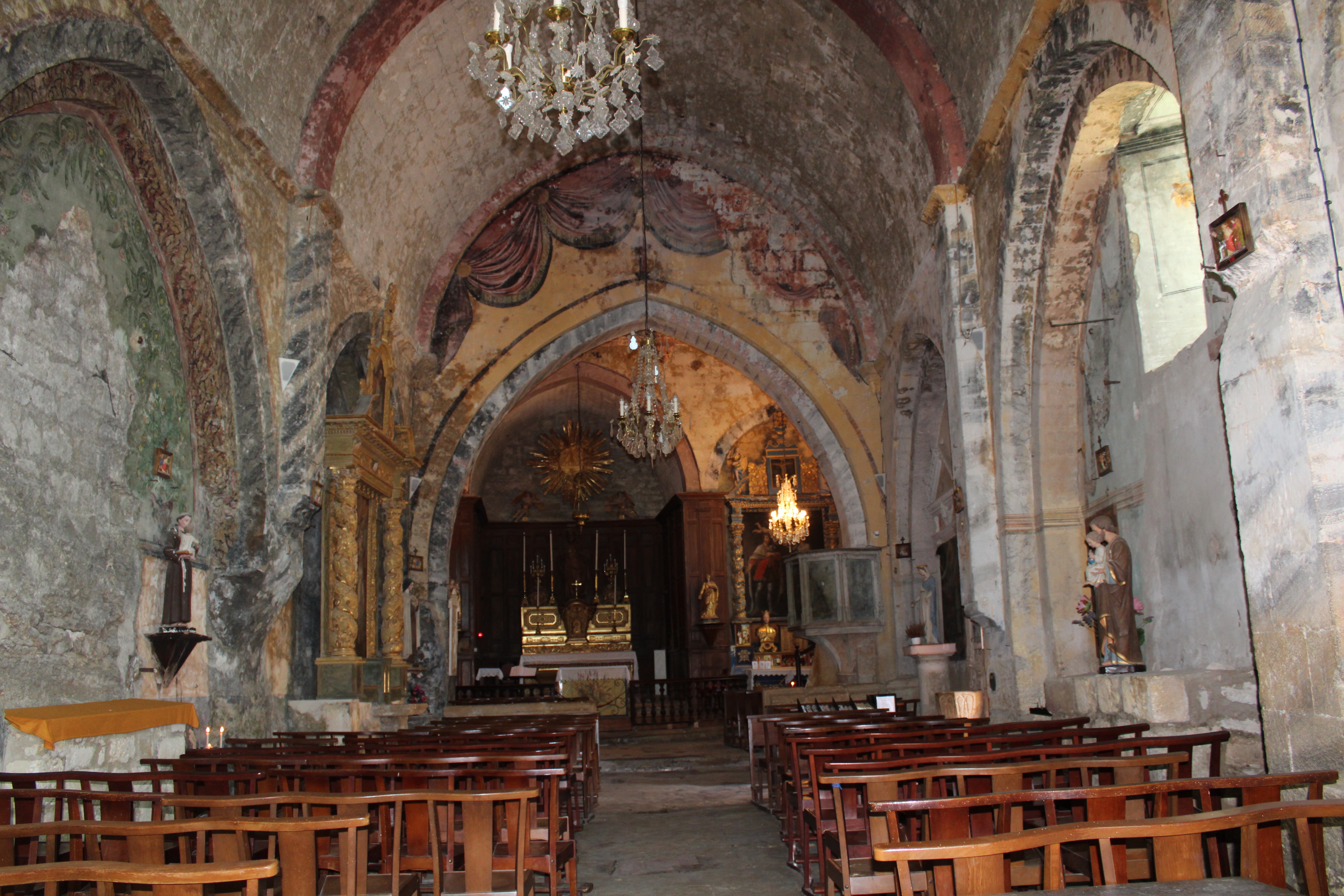
La nef de l'église.
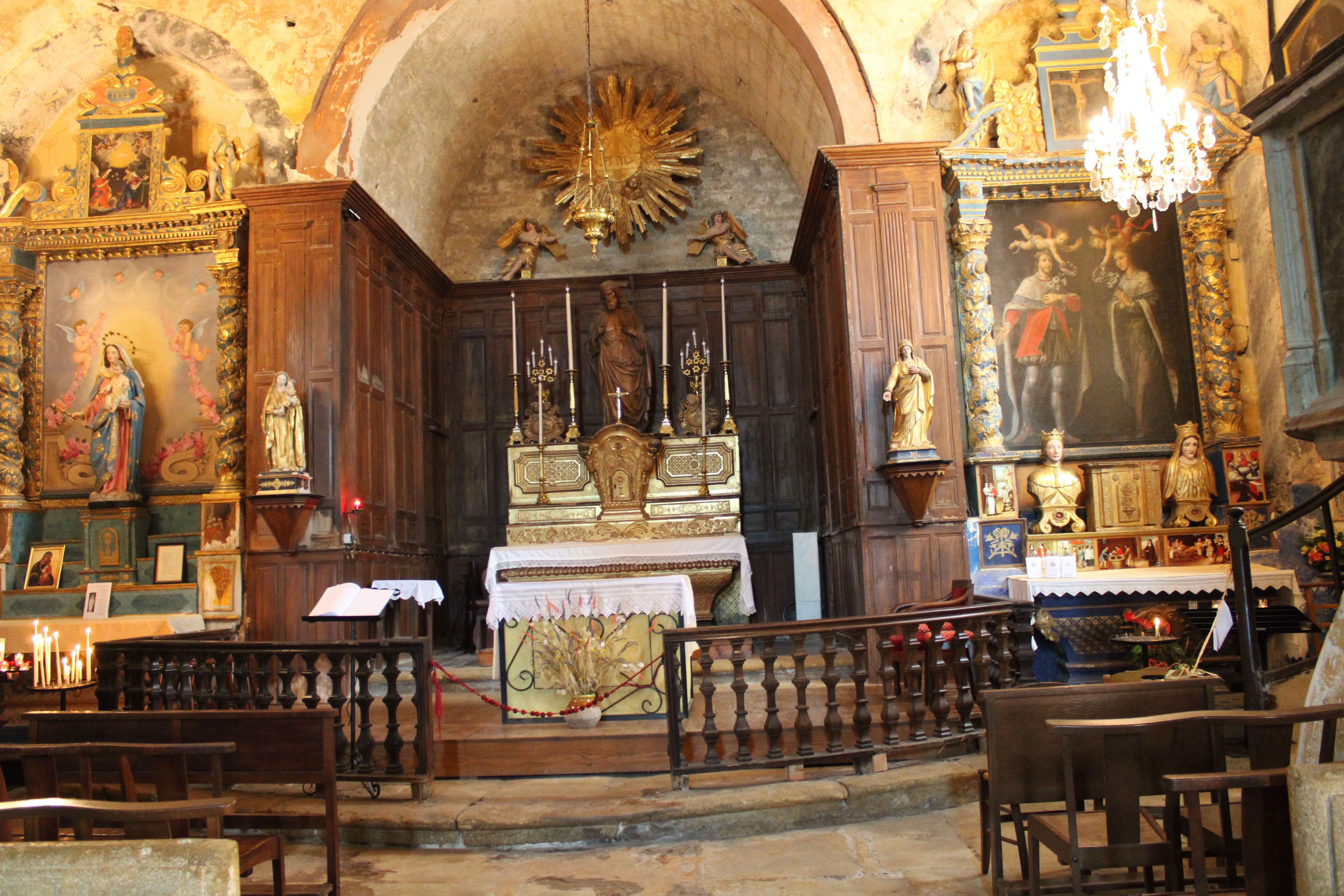
L'autel.
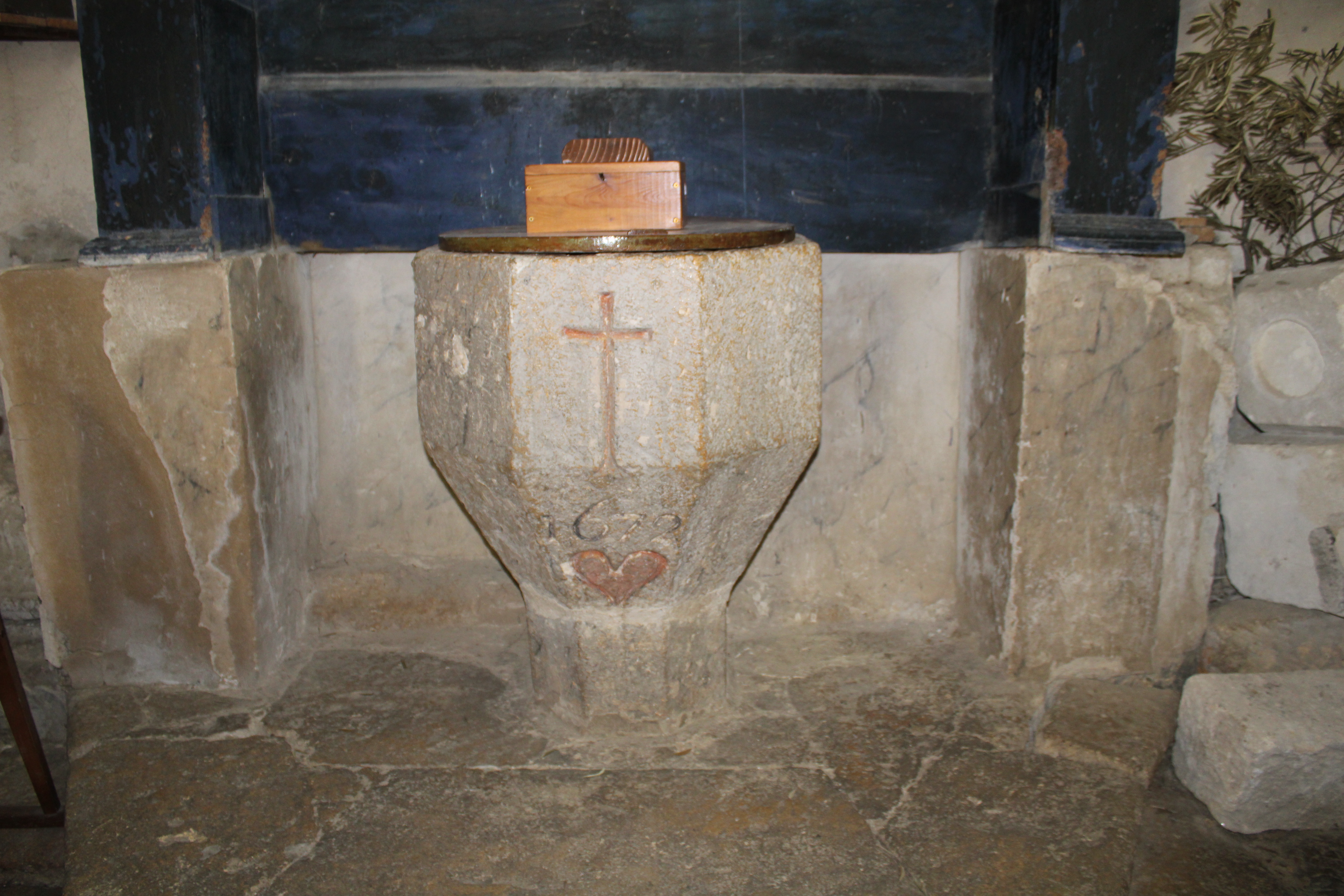
Les fonts baptismaux datés de 1672.
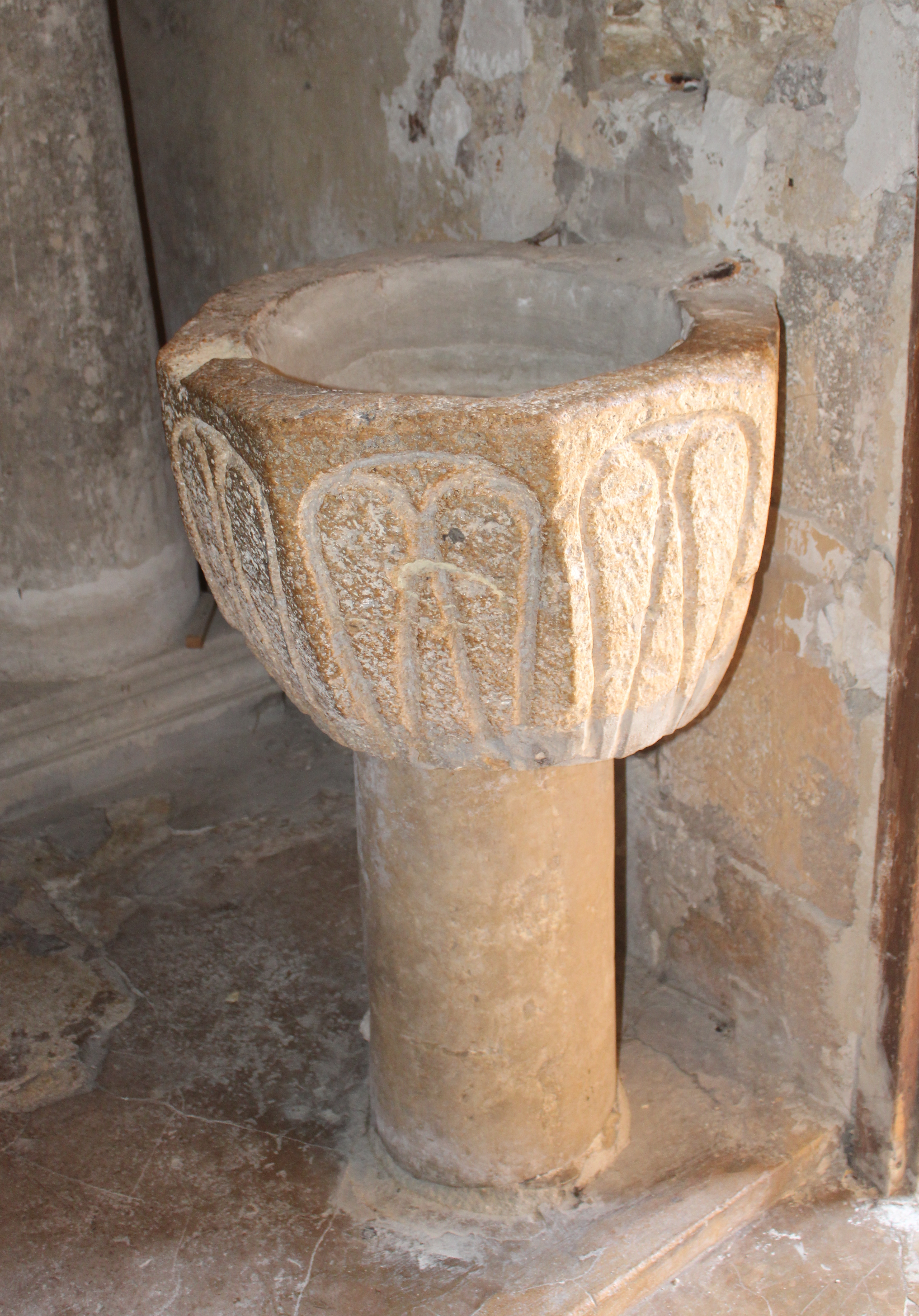
Le bénitier.
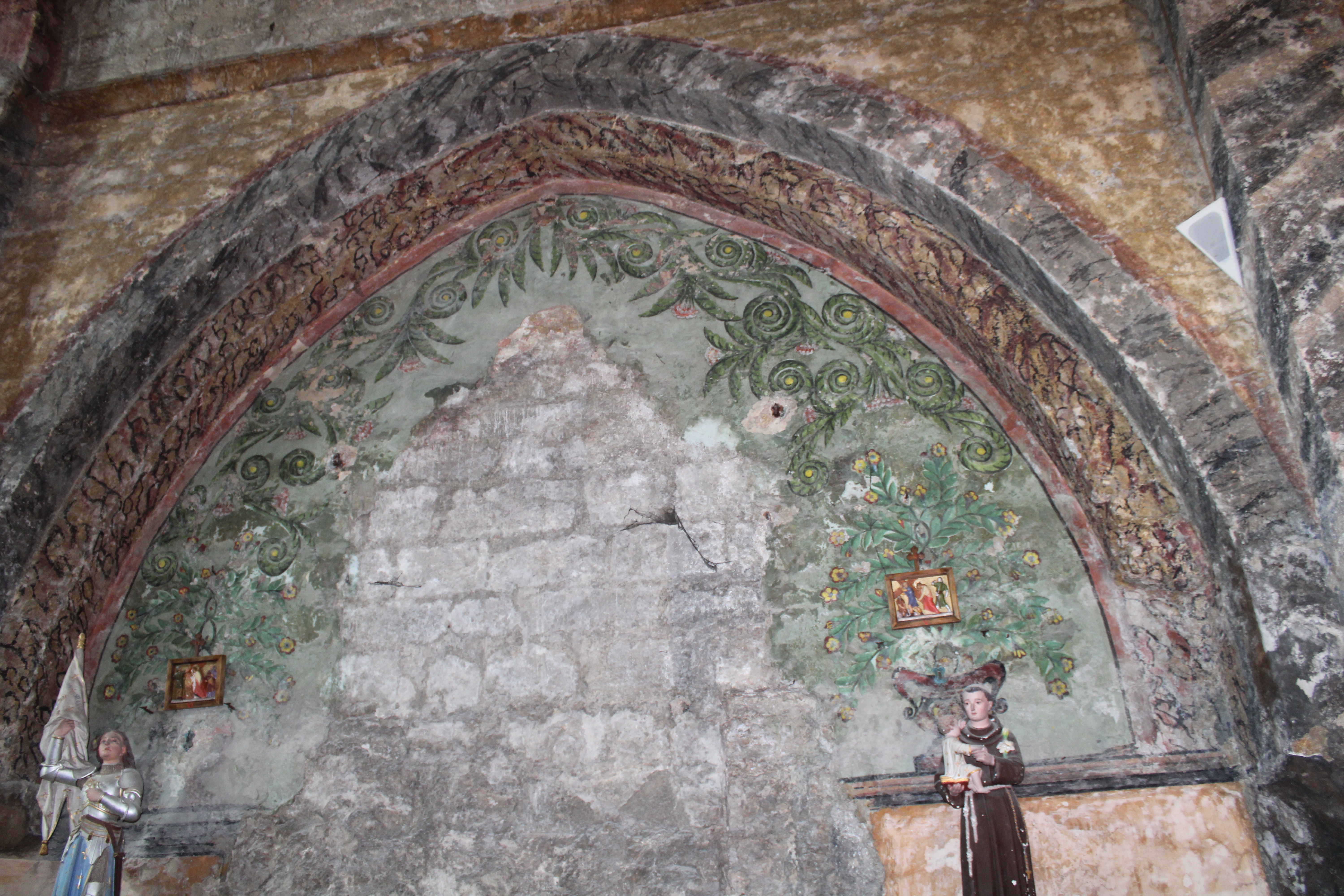
Peintures anciennes sur une des voûtes de l'église.
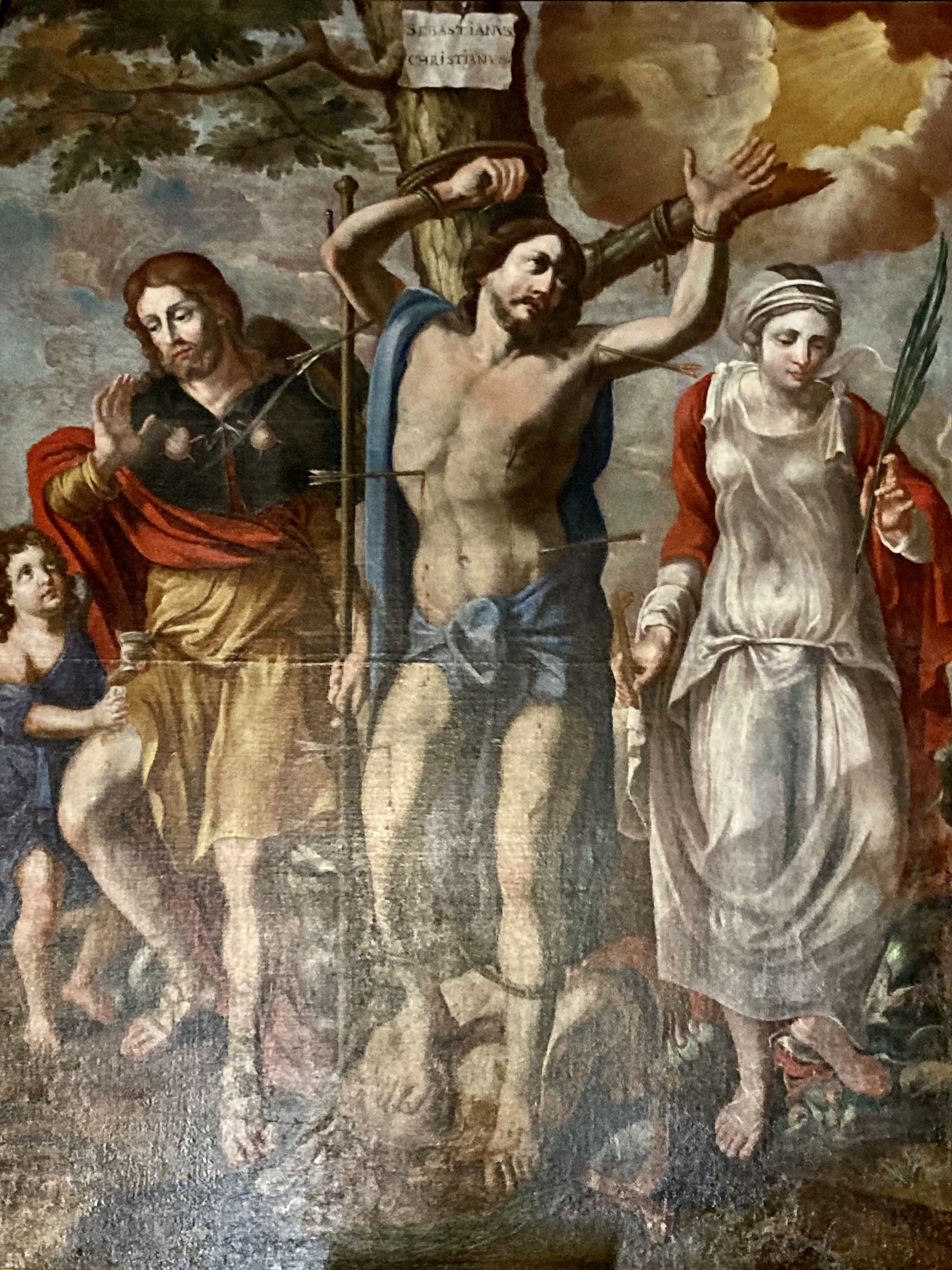
Retable de saint Sébastien, tableau principal.